# Cryptoprymna elongata
Cryptoprymna elongata är en stekelart som beskrevs av Sureshan och T.C. Narendran 2000. Cryptoprymna elongata ingår i släktet Cryptoprymna och familjen puppglanssteklar. Inga underarter finns listade i Catalogue of Life.